# フランチャイズ・フォー
フランチャイズ・フォー (Franchise Four) は、2015年のMLBオールスターゲームで発表された各球団とニグロリーグ、黎明期の選手、存命中の選手の3つのカテゴリーからファン投票により選ばれた4人の選手のことである

## 選出者
| リーグ               | 地区                       | チーム                     | 選出者                   | 選出者                     | 選出者                     | 選出者                   |
| -------------------- | -------------------------- | -------------------------- | ------------------------ | -------------------------- | -------------------------- | ------------------------ |
| アメリカン・リーグ   |                            |                            |                          |                            |                            |                          |
| 東地区               |                            |                            |                          |                            |                            |                          |
| オリオールズ         | カル・リプケン・ジュニア   | ブルックス・ロビンソン     | ジム・パーマー           | フランク・ロビンソン       |                            |                          |
| レッドソックス       | テッド・ウィリアムズ       | カール・ヤストレムスキー   | デビッド・オルティーズ   | ペドロ・マルティネス       |                            |                          |
| ヤンキース           | ジョー・ディマジオ         | ルー・ゲーリッグ           | ミッキー・マントル       | ベーブ・ルース             |                            |                          |
| レイズ               | エバン・ロンゴリア         | デビッド・プライス         | ジェームズ・シールズ     | ベン・ゾブリスト           |                            |                          |
| ブルージェイズ       | ロベルト・アロマー         | ロイ・ハラデイ             | ジョー・カーター         | カルロス・デルガド         |                            |                          |
| 中地区               |                            |                            |                          |                            |                            |                          |
| ホワイトソックス     | フランク・トーマス         | ポール・コネルコ           | ミニー・ミノーソ         | ハロルド・ベインズ         |                            |                          |
| インディアンス       | ボブ・フェラー             | トリス・スピーカー         | ジム・トーミ             | オマー・ビスケル           |                            |                          |
| タイガース           | タイ・カッブ               | アル・ケーライン           | ハンク・グリーンバーグ   | ミゲル・カブレラ           |                            |                          |
| ロイヤルズ           | ジョージ・ブレット         | ブレット・セイバーヘイゲン | ダン・クイゼンベリー     | フランク・ホワイト         |                            |                          |
| ツインズ             | ロッド・カルー             | ハーモン・キルブルー       | トニー・オリバ           | カービー・パケット         |                            |                          |
| 西地区               |                            |                            |                          |                            |                            |                          |
| アストロズ           | クレイグ・ビジオ           | ジェフ・バグウェル         | ランス・バークマン       | ノーラン・ライアン         |                            |                          |
| エンゼルス           | ブラディミール・ゲレーロ   | ティム・サーモン           | マイク・トラウト         | ノーラン・ライアン         |                            |                          |
| アスレチックス       | ジミー・フォックス         | デニス・エカーズリー       | リッキー・ヘンダーソン   | レジー・ジャクソン         |                            |                          |
| マリナーズ           | ケン・グリフィー・ジュニア | エドガー・マルティネス     | イチロー                 | フェリックス・ヘルナンデス |                            |                          |
| レンジャーズ         | エイドリアン・ベルトレ     | イバン・ロドリゲス         | マイケル・ヤング         | ノーラン・ライアン         |                            |                          |
| ナショナル・リーグ   |                            |                            |                          |                            |                            |                          |
| 東地区               |                            |                            |                          |                            |                            |                          |
| ブレーブス           | ハンク・アーロン           | チッパー・ジョーンズ       | グレッグ・マダックス     | ウォーレン・スパーン       |                            |                          |
| マーリンズ           | ジェフ・コーナイン         | マイク・ローウェル         | ゲイリー・シェフィールド | ジャンカルロ・スタントン   |                            |                          |
| メッツ               | トム・シーバー             | キース・ヘルナンデス       | マイク・ピアッツァ       | デビッド・ライト           |                            |                          |
| フィリーズ           | マイク・シュミット         | スティーブ・カールトン     | ロビン・ロバーツ         | リッチー・アシュバーン     |                            |                          |
| ナショナルズ         | アンドレ・ドーソン         | ゲイリー・カーター         | ブラディミール・ゲレーロ | ティム・レインズ           |                            |                          |
| 中地区               |                            |                            |                          |                            |                            |                          |
| カブス               | アーニー・バンクス         | ビリー・ウィリアムズ       | ライン・サンドバーグ     | ロン・サント               |                            |                          |
| レッズ               | ジョニー・ベンチ           | ピート・ローズ             | ジョー・モーガン         | バリー・ラーキン           |                            |                          |
| ブルワーズ           | ロビン・ヨーント           | ポール・モリター           | ローリー・フィンガーズ   | セシル・クーパー           |                            |                          |
| パイレーツ           | ロベルト・クレメンテ       | ホーナス・ワグナー         | ウィリー・スタージェル   | ビル・マゼロスキー         |                            |                          |
| カージナルス         | スタン・ミュージアル       | ロジャース・ホーンスビー   | ルー・ブロック           | ボブ・ギブソン             |                            |                          |
| 西地区               |                            |                            |                          |                            |                            |                          |
| ダイヤモンドバックス | ランディ・ジョンソン       | カート・シリング           | ルイス・ゴンザレス       | ポール・ゴールドシュミット |                            |                          |
| ロッキーズ           | トッド・ヘルトン           | ラリー・ウォーカー         | アンドレス・ガララーガ   | トロイ・トゥロウィツキー   |                            |                          |
| ドジャース           | ジャッキー・ロビンソン     | サンディー・コーファックス | ドン・ドライスデール     | デューク・スナイダー       |                            |                          |
| パドレス             | トニー・グウィン           | トレバー・ホフマン         | ランディ・ジョーンズ     | デーブ・ウィンフィールド   |                            |                          |
| ジャイアンツ         | ウィリー・メイズ           | バリー・ボンズ             | ウィリー・マッコビー     | バスター・ポージー         |                            |                          |
| ニグロリーグ         | ニグロリーグ               | ニグロリーグ               | サチェル・ペイジ         | ジョシュ・ギブソン         | バック・オニール           | クール・パパ・ベル       |
| 黎明期の選手         | 黎明期の選手               | 黎明期の選手               | ウォルター・ジョンソン   | ナップ・ラジョイ           | サイ・ヤング               | クリスティ・マシューソン |
| 偉大な存命中の選手   | 偉大な存命中の選手         | 偉大な存命中の選手         | ハンク・アーロン         | ウィリー・メイズ           | サンディー・コーファックス | ジョニー・ベンチ         |

- 背景色が■はアメリカ野球殿堂入りを、■は2015年当時現役を表す。